# 巴朗-迪安东尼娜
巴朗-迪安东尼娜是巴西圣保罗州的一个市镇。总面积154.922平方公里，总人口2751人，人口密度17.8人/平方公里。